# 魔界戰記
《魔界戰記》（又译作，官方译为）是由日本一軟體於2003年1月30日在PlayStation 2上推出的戰略角色扮演遊戲，《魔界戰記系列》的首作。衍生出漫畫、小說、動畫等多媒體作品，並在多種遊戲機平台上發行重製版。續作為《魔界戰記2》。

## 概要
以「史上最兇SRPG」為賣點，擁有遠多於一般SRPG的要素。一般遊戲只到100左右的等級上限在本作飆高到9999，能培育出HP超過4千萬，能力值到達2千萬的角色。
遊戲設計上包含道具和技能的收集、高自由度的道具強化、提高能力值成長率後再降回最低等級重新培育的轉生系統…等，號稱要完成全部的壓力摳米要素最少需要300小時以上的遊戲時間。甚至隱藏關卡裡出現的怪物等級在1000以上，每個道具內都有被稱為「道具界」的隨機迷宮，名副其實的「史上最兇SRPG」。
受到比起重視故事性的《人形公主》系列，遊戲性較強的《光之聖女傳說諸神黃昏》受到較高的評價的影響，日本一軟體以遊戲性為重點進行本作的開發，首次創下了賣出超過10萬套的紀錄。
2004年11月3日，廉價板《魔界戰記迪斯凱亞 PlayStation 2 the Best》發售。2006年11月30日，追加艾特娜編和新的EX關卡的PSP版《魔界戰記迪斯凱亞 PORTABLE》發售。2007年11月29日，再追加連線對戰機能的PSP廉價版《魔界戰記迪斯凱亞 PORTABLE 開始連線對戰了。》（日语：魔界戦記ディスガイア PORTABLE 通信対戦はじめました。）發售。2008年6月26日，NDS版《魔界戰記迪斯凱亞 魔界的王子與紅月》（日语：魔界戦記ディスガイア　魔界の王子と赤い月）發售。2018年7月26日在任天堂Switch和PlayStation 4平台发行高清重制版《魔界战记Disgaea Refine》。
本作於2003年被改編成漫畫與輕小說，2006年被改編成動畫。
故事有多結局在中途達成條件可能會引發結局，在後續作品皆有相關設定。

## 故事
魔王克里切夫斯寇伊去世後，魔王支配下的魔物們開始爭奪魔王寶座，魔界處於群雄分割的亂世中。
兩年之後，魔王的兒子拉哈爾從長眠中醒來，展開了奪回王位的故事。

## 登場人物

### 魔界
拉哈爾（Laharl，聲優：水橋香織）
本作品的主角。魔王克里切夫斯克伊與身為魔女見習生，而來到魔界學習的人類母親所生的混血惡魔。在父親死後，以繼承魔王為目標。年齡為1313歲，是主要角色的三人中最年輕的。在遊戲剛開始時的個性十分的自我中心、任性妄為、冷血，擁有與魔王兒子的身份十分相配的個性。非常討厭愛、溫柔、光明與積極之類的話語、以及大胸部的女性。之後，遊戲中提到拉哈爾如此的否定愛的原因，是出至於母親的死。由於與芙蓉的相遇，而開始展現出身為王者的度量及和善。擁有著非常強大的力量，能以一人之力將侵入魔界、超過200萬人的宇宙大艦隊殲滅（而且是在手下留情的狀態下）。
在動畫故事有不少原創劇情，一開始睡覺時被丟到野外，反而從野外來尋找回魔王城的方法
動畫結局，最後把魔王的權利交給艾特娜，跟母親一樣犧牲自己把芙蓉救活也變成普利尼的一員。隨後在普利尼相關遊戲中串場出現。(不過這結局也是原作的一般結局)
原作主線結局，理解大天使達成和解後，帶著墮天使化芙蓉跟艾特娜回去魔界。
在下一個作品魔界戰記 D2（DISGAEA D2）中遇到自己的天使妹妹西西莉，一開始不相信，但還是讓她住在魔王城，但一開始住的不順利(官方故事)，後來從大天使得知真相，
隨後因為攻擊其他天使為由，順理成章被趕出天界，而隨之住在魔王城。
本人一直希望艾特娜跟芙蓉能一直待在身邊(沒有實際說出口)但在感情線方面，三人都一直都沒進展。 三人在該公司的相關作品中一直有串場出現。
艾特娜（Etona、另外PSP版的片尾動畫顯示為Etna，聲優：半場友惠）
拉哈爾的家臣。與芙蓉相同，都是屬於本作品的女主角。但是和芙蓉相較之下，艾特娜比較像是吉祥物之類的角色。年齡為1470歲。非常有野心。比任何人都愛好自由，絕對不饒恕妨礙她自己的人。如果提及胸圍之類的話題，艾特娜會被激怒。至今仍然對逝世的前任魔王克里切夫斯寇伊展現出絕對的忠誠心。現在時時為了鍛鍊拉哈爾更有切夫斯寇伊的樣子努力中,在隱藏的房間內可以查閱到描述艾特娜的過去及心境的日記。有時會跟拉哈爾因為小事而吵架,2代還因此離家出走。
普利尼隊（Prinny，聲優：間島淳司等人）
被艾特娜以金錢雇來的隨從。經常被艾特娜和拉哈爾使喚著。外表穿著像是弄壞的企鵝般的服裝，裡面則是裝著罪人的靈魂。在人間犯下的罪必須經由工作來償還，魔王城的普林尼工作時間為一天20個小時左右才能得以升天。在語尾上會加上「～斯（〜ッス）」。佩帶在腰上的袋子裡裝有武器，動畫版的武器為魚。在魔界的其他地方其實也有普林尼的存在，受人雇用或者是受不了而跑走集成一個部落。
雖然大部分普利尼都很弱但身前實力很強大的變成普林尼後,也仍然會很厲害。
大姐頭普利尼（Big Sis Prinny，聲優：齋藤千和）
有著與普通普利尼不同的紅色外表，在語尾也不會加上「～斯（〜ッス）」。和普通普利尼的個性不同，還曾經給芙蓉藥物。其實是拉哈爾的媽媽，因為犯了自殺罪而變成普利尼。後來完成罪過已經輪迴，不管是死後跟輪迴後都對拉哈爾造成不少打擊。
其實死前還有一胎，本來大天使要讓她當天使機會，但她卻把這機會讓給了女兒西西莉，而自己成普林尼，但西西莉有魔界血統，在天界一直不被其他天使認可，一直過著孤單的生活。
艾拉米斯
艾特娜為了拉哈爾的工作而帶來的少年。
安德華爾（聲優：水橋香織）
只在艾特娜篇登場的夜魔族的貴族惡魔。立場上似乎是瑪德拉斯的部下。
中魔王（Mid Boss，聲優：鈴木千尋）
最近急劇的擴展了勢力。自稱「美麗男爵拜亞斯」，卻被拉哈爾們稱為中魔王。之後，在遊戲中段到結局中間，因為常被拉哈爾們稱為中魔王，而忘了自己的名字「拜亞斯」，同時也不再以「美麗男爵」來稱呼自己。視拉哈爾為勁敵，但有時也會因不明原因而幫助拉哈爾。其實和大姐頭普利尼一樣，是與拉哈爾有著很深厚的關係之人物。
遊戲中看似搞笑腳色但卻是讓芙蓉跟拉哈爾聯繫重要橋梁的人物，其實是拉哈爾父親輪迴的新樣子，達成真正結局後跟著自己老婆投胎。
杰尼斯基（聲優：西村知道）
愛好金錢的惡魔。原本是魔王庫里切夫斯克伊的家臣，但是在庫里切夫斯克伊死後將魔王城內的寶物據為己有。拉哈爾為了要支付普利尼隊的薪資，而曾經強襲杰尼斯基所在的成金城。有個為父親著想的兒子零錢斯基。
瑪德拉斯（Maderas，聲優：宮田浩德）
吸血鬼種族的惡魔。原本侍奉著魔王庫里切夫斯克伊，卻因為偷吃了他最愛的黑暗饅頭，而被放逐。
庫切夫斯克伊（Krichevskoy，聲優：西村知道）
已經去世的前任魔王、拉哈爾的父親。持有被稱為大魔王的力量。據說在拉哈爾出生時，因為過於高興而將湖凍結了。廣為流傳的死因為「被黑暗饅頭給噎死了」，實際上為了封印超魔王霸爾導致魔力耗盡。因為是逝者，所以在作品中並只出現在回想裡，並無登場。十分受到艾特娜及魔王城的部下的敬愛。非常紳士與充滿王的威嚴。

### 天界
芙蓉（Flonne，聲優：笹本優子）
本作品的女主角。奉大天使拉明頓的命令，而前來魔界暗殺魔王的天使見習生。年齡為1509歲，是主要角色的三人之中年紀最大的一位。是個時常將愛掛在口中的愛之狂熱者。有著溫和的個性、天然呆、常會發出讓周遭的人們不解的發言。其實很喜歡戰隊、變身英雄、及超級機器人等物。主要為使用魔法。後來變成墮天使，待在拉哈爾的身邊，個性變得有點腹黑。在下個作品途中進化成超級版的型態。
拉明頓（Lamington，聲優：間島淳司）
身為天界指導者的大天使。喜愛著花與詩。曾經說過連天界的敵人－惡魔也擁有愛，是個充滿愛與溫柔的天使。似乎在與神秘人物策劃些什麼…。
布魯加諾（Vulcanus，聲優：宮田浩德）
拉明頓的直屬部下、天使長。有著一付如壞人般冷酷的面孔。雖然身為天使，卻擁有為了達到目的而不擇手段的個性。

### 人間
戈登（Gordon，聲優：飛田展男）
第37代的地球勇者。個性爽朗。雖然正義感很強，不過力量比珍妮佛還弱。
珍妮佛（Jennifer，聲優：齋藤千和）
高登的助手。在十歲時便取得博士稱號的天才科學家，同時也是星期四的製作者。有著一具極好的身材，穿著著類似於比基尼的服裝。
星期四（Thursday，聲優：落合祐里香）
珍妮佛在五歲時製作的萬能型機器人。可以變形為巨大的發射器。身上搭載著做為最終手段的自爆裝置。
卡契斯（Kurtis，聲優：鳥海浩輔）
另一位地球勇者。本來地球勇者只有一人，但是卡契斯擅自自稱為地球勇者。卡契斯常用卑鄙的手段奪取高登他們的工作，不過因為確實擁有的實力，在某種程度上好像被周圍的人們認同。

### 別的世界
超級魔王霸爾（Lord of Terror Baal，聲優：若本規夫）
傳說中的超級魔王。被某人封印著。
小說版：被某人解除封印後，襲擊地下城鎮。

### 客串角色
瑪瓊琳（聲優：富澤美智惠）
《瑪魯王國的人形公主》系列登場的魔女。達成條件後能和她戰鬥，打贏後會加入夥伴。
魔王普莉耶（聲優：中原麻衣）
《光之聖女傳說》的主角。達成條件後能和她戰鬥，打贏後會加入夥伴。
亞戴爾（聲優：綠川光）
《魔界戰記2》的主角。PSP版追加角色。
羅薩琳特（聲優：田村由加莉）
《魔界戰記2》的女主角。PSP版追加角色。

## 電視動畫

### 製作人員
- 監督：井硲清高
- 系列構成：富岡淳廣
- 角色設計・總作畫監督：加野晃
- 設計協力：
- 色彩設計：大槻浩司
- 美術監督：清水順子（Studio Easter）
- CG導演：內堀裕史（OLM Digital）
- 攝影監督：石塚知義
- 編輯：邊見俊夫
- 音樂監督：渡邊淳
- 音樂：佐藤天平
- 音樂製作：Geneon Entertainment
- 助理製作人：工藤暢子（d-rights）
- 製作人：古瀨和也、笹木理香（d-rights）、西村潤（GENEON）、新川宗平（日本一軟體）
- 動畫製作人：井口憲明
- 動畫製作：OLM TEAM IGUCHI
- 製作：暗黑議會

### 主題曲
片頭曲「想愛」（愛したげる）
歌：LOVERIN TAMBURIN
作詞・作曲：aya、編曲：Akihiro
片尾曲「鎖鏈」（鎖り）
歌：川上彬子
作詞：美咲、作曲：川上彬子、編曲：高橋KATSU

### 各話列表
| 話數 | 日文標題 | 中文標題翻譯          | 劇本       | 分鏡              | 演出     | 作畫監督                 |
| ---- | -------- | --------------------- | ---------- | ----------------- | -------- | ------------------------ |
| 1    |          | 在垃圾場沉睡的王子    | 富岡淳廣   | 井硲清高          | 井硲清高 | 本田隆                   |
| 2    |          | 中魔王降落 家臣增加了 | 富岡淳廣   | 井硲清高          | 中川聰   | 木下和榮                 |
| 3    |          | 歡迎光臨魔界秘寶館    | 北條千夏   | 中村憲由 井硲清高 | 阿宮正和 | Ji Dong-Jae              |
| 4    |          | 成金城的大岡裁判!?    | 國澤真理子 | 大場秀昭          | 牧野行洋 | 柴田志朗                 |
| 5    |          | 魅惑的洞窟…也許吧     | 三浦浩兒   | 西村博昭          | 西村博昭 |                          |
| 6    |          | 艾特娜難為情的秘・密  | 北條千夏   | 中川聰            | 中川聰   | 木下和榮                 |
| 7    |          | 魔界兄妹              | 國澤真理子 | 中村憲由          | 橫田和善 | Ji Dong-Jae              |
| 8    |          | 普林尼最長的一日!     | 三浦浩兒   | 近橋伸隆          | 近橋伸隆 | 高木信一郎               |
| 9    |          | 宇宙戰艦迦爾岡邱瓦    | 富岡淳廣   | 井硲清高          | 阿宮正和 | Ji Dong-Jae Kim Dae-hoon |
| 10   |          | 明日的勇者是你!       | 國澤真理子 | 中川聰            | 中川聰   | 木下和榮                 |
| 11   |          | 紅月照耀的夜晚        | 北條千夏   | 牧野行洋          | 牧野行洋 | 高木信一郎               |
| 12   |          | 愛…在戰爭的結局裡     | 三浦浩兒   | 井硲清高          | 井硲清高 | 飯野利明                 |

## 影音商品

### CD
魔界戰記 迪斯凱亞 設定原畫集
發售日期：2003年3月12日 / 發行：日本一軟體 / ※插畫350張以上、概念圖100張以上收錄
魔界戰記 迪斯凱亞 Arrange Soundtrack
發售日期：2003年6月28日 / 發行：Movic / 產品編號：MACM-2028
魔界戰記 迪斯凱亞 廣播劇CD
發售日期：2003年7月2日 / 發行：Scitron Digital Contents / 產品編號：SCDC-00278
邀請來賓為《瑪魯王國的人偶公主（マール王国の人形姫）》系列的Marjorie（配音 - 富澤美智惠）與Miao（配音 - 田村由香里）進行演出。
電視動畫「魔界戰記 迪斯凱亞」 原聲帶
發售日期：2006年8月30日 / 發行：NBC環球娛樂 / 產品編號：GNCA-1103

### DVD
魔界戰記 迪斯凱亞 〜魔界的邀請函〜
發售日期：2006年2月23日 / 發行：Geneon娛樂 / 產品編號：GNBA-7200
另收錄電視動畫的宣傳影片（長/短版）、新川宗平（遊戲製作人）與水橋かおり（Lahar配音員）的特別訪談。

## 相關商品

### 作品導讀
- 魔界戦記ディスガイア ザ・マスターガイド (MediaWorks 、ISBN 4-8402-2303-3)
- 魔界戦記ディスガイア ザ・コンプリートガイド (MediaWorks 、ISBN 4-8402-2337-8)
- 魔界戦記ディスガイア キャラクターコレクション (MediaWorks 、ISBN 4-8402-2425-0)
- アニメファンブック 魔界戦記ディスガイア 〜魔界への誘い〜 （幻冬舎、ISBN 978-4-344-80909-3)
- 魔界戦記ディスガイア10周年記念 メモリアルブック（SB Creative、ISBN 4-7973-7426-8）

### 小說
- 魔界戰記 迪斯凱亞（秋倉潤奈、電擊文庫、ISBN 4840223157）
- 魔界戰記 迪斯凱亞 ― ENTER THE MAOH （神代創、Fami通文庫、ISBN 4757715145）
- 魔界戰記 迪斯凱亞 ― 在魔界轉生 （安曾了、電擊遊戲文庫、ISBN 4840224730）
- 魔界戰記 迪斯凱亞 ― REVELATIONS （神代創、Fami通文庫、ISBN 4757716362）
- 魔界戰記 迪斯凱亞 ― RETURNED （神代創、Fami通文庫、ISBN 4757717512）
- 魔界戰記 迪斯凱亞 ― ONLOVE（上） （神代創、Fami通文庫、ISBN 4757720386）
- 魔界戰記 迪斯凱亞 ― ONLOVE（下） （神代創、Fami通文庫、ISBN 4757721048）
- 魔界戰記 迪斯凱亞 ― BATTLE OF MAOHS （神代創、Fami通文庫、ISBN 4757724926）
- 魔界戰記 迪斯凱亞 ― HEART OF THE MAOH （神代創、Fami通文庫、ISBN 475773087X）
- 魔界戰記 迪斯凱亞 ― SCHOOL OF THE MAOH （神代創、Fami通文庫、ISBN 4757737548）
- 魔界戰記 迪斯凱亞 ― THREE DASH! （神代創、Fami通文庫、ISBN 4757744455）

### 漫畫
- 魔界戰記 迪斯凱亞 作者：神堂あらし 全1卷

## 參照
1. ↑  照井一功. . 日経トレンディネット. 日経BP社. 2007年12月10日  [2008-01-18]. （原始内容存档于2018-05-20）.（日語）
2. ↑  . ガスト・日本一ソフトウェア合同企画. ファミ通.com. 2005年6月29日  [2008-01-18]. （原始内容存档于2018-05-21）.（日語）
3. ↑  . ファミ通.com.   [2018-07-08]. （原始内容存档于2019-09-15） （日语）.

## 外部連結
- （日語） 魔界戰記PS2版 官方網站 （页面存档备份，存于）
- （日語） 魔界戰記PSP版 官方網站 （页面存档备份，存于）
- （日語） 魔界戰記PSP廉價版 官方網站 （页面存档备份，存于）
- （日語） 魔界戰記DS版 官方網站 （页面存档备份，存于）
- （日語） 魔界戰記動畫 官方網站
- （日語） 魔界戰記 BANDAI頻道 （页面存档备份，存于）